# ゴーちゃん。
『ゴーちゃん。』は、テレビ朝日のマスコットキャラクター。サンリオとの共同開発によって、2011年5月10日に登場した。デザイナーは現在のハローキティのデザイナーでもある山口裕子。正式名称は『ゴーエクスパンダ』。サンリオが制作したテレビ局のキャラクターは1982年頃に登場した讀賣テレビ放送の旧マスコットキャラクター 「トッピー＆クッピー」以来となる。
ゴーエクス星からやってきたパンダ王子という設定のキャラクターで、サンリオのジャイアントパンダのキャラクターは2007年の「ぱんくんち」以来となる。サンリオ公式ホームページでは「くま･パンダ」に分類される。

## 概要
1959年2月1日に日本教育テレビ（NETテレビ）として開局して以来、放送局としてのマスコットキャラクターがこれまでなかったテレビ朝日では、開局53年目にして初めての局公式マスコットキャラクターである。また、テレビ朝日系列全体において見ても、次々にマスコットキャラクターが決定していく中で、最後に決定したマスコットキャラクターである。
ジャイアントパンダをモチーフとしたキャラクターで、キャラクターデザインはサンリオを代表するキャラクター『ハローキティ』（3代目）を手がけたデザイナーの山口裕子。エクスパンダ星の王子という設定。誕生日はテレビ朝日の地上デジタル放送のリモコンキーID『5』に掛けた5月5日。エクスパンダ星の「エクス」はテレビ朝日のコールサイン（JOEX-DTV）および略称である『EX』に掛けている。また、胴体に書かれている「V」は、ローマ数字で、同局のリモコンキーID「5」を表す。
声優は不詳。ゲストとして出演した『クレヨンしんちゃん』および彼主演の劇場アニメ作品のスタッフロール上では「ゴーちゃん。」名義でクレジットされており、実際の声優名はクレジットされなかった。
2011年5月10日、東京都港区六本木のテレビ朝日本社で行われた新キャラクター発表会で「ゴーちゃん。」が初披露。発表会にはテレビ朝日社長（当時）の早河洋やサンリオ社長の辻信太郎、ハローキティ（着ぐるみ）、山口裕子も出席した。
なお、テレビ朝日と同系列の新潟テレビ21には「ゴーちゃん」というキャラクターがいるが、「ゴーちゃん。」との関連性は一切ない。ただし、両者共、設定上の誕生日が5月5日という共通点を持つ。また、他局のTBS系列（JNN系列）である在名局（準キー局）のCBCテレビには「シェアシェア」という、「ゴーちゃん。」と同じくパンダをモチーフにしたキャラクターがいるが、これも「ゴーちゃん。」とは一切関連性はない。こちらの設定年月日は2023年1月1日である。

## 番組や宣伝での使用
テレビ朝日系列の情報番組やスポーツ中継、テレビ朝日主催のイベントなどで「ゴーちゃん。」が活躍している（出演番組参照）。また、『モーニングバード!』（クロスネット局のFBCと系列外のYBSにもネット）や一部のバラエティ番組では、セットの至る所に「ゴーちゃん。」のぬいぐるみが飾られるほか、5秒CMにも登場している。
2011年12月よりテレビ朝日のオープニングが、2012年5月よりクロージングが彼のアニメーションに変更された。彼のテーマソングはそれぞれ「ゴーゴー!ゴーちゃん。」「ぽよPOPダンス」。いずれも最後に彼の鼻を挟むように「/ tv asahi JOEX-DTV」と表示され「JOEX-DTV、テレビ朝日デジタルテレビジョンです」とアナウンスされ終わる。随時テレ朝チャンネル（スカパー!・ケーブルテレビ向け番組）でも流れており、こちらは最後の箇所をテレ朝チャンネルのロゴに差し替えたものである。
2012年からはベリカードにも本社社屋のイラストとともに「ゴーちゃん。」のイラストも使用されている。
2013年2月よりテレビ朝日開局55周年記念キャンペーンが翌年3月31日までの期間限定で開始され、同社女子アナウンサー4名（森葉子・久冨慶子・宇佐美佑果・青山愛）で「ゴーちゃん。GIRLS」が結成された。
2019年12月1日に民放系BSデジタル放送5局で放送された特別番組「鶴瓶&安住の放送局漫遊記」において、BS朝日での放送時間帯の冒頭と終盤で各局を移動する笑福亭鶴瓶と安住紳一郎（TBSテレビアナウンサー）のお出迎えとお見送りに「ゴーちゃん。」の着ぐるみが登場した（BS朝日には固有のイメージキャラクターを設定していない）。

### 出演番組

#### 報道・情報番組
- グッド!モーニング
  - 番組内の天気予報で登場。
  - 5:20頃に放送される占いのコーナーで進行役として登場。
    - 前身番組 『やじうまテレビ!』時代は6:00・6:25・7:00に時刻を知らせる他、7:00の「やじテレ ニュース」のコーナー開始10秒前からカウントダウンもしていた。
- スーパーJチャンネル
  - 毎週金曜日18:36頃の天気予報に着ぐるみキャラクターとして登場。

#### 番宣番組
- おはよう&よふかしゴーちゃん。
- おやすみワイドショー 見逃しチャンネル（関東ローカル）メインMC（2013年3月22日まで）
- ゴーちゃん。GIRL'S TV（上記『見逃しチャンネル』の後継番組。2013年4月5日から）

#### その他
- アンコールF・劇的5ch!・劇的空間・ゴゴワイド

オープニングで、お茶を飲んでいたゴーちゃん。がドラマの放送開始に気付き、体操をするアニメが放送される。
- 相棒セレクション

2014年9月29日放送分より、ハゲタカ風のキャラクターと共に、『相棒』の主人公・杉下右京に扮してOPに登場。
- テレビ朝日系列のマラソン中継

コース紹介のCGで、ランナーのコスプレをしたゴーちゃん。が、コースの地図上を走る。
- フィギュアスケート グランプリファイナル

前座ショーとして、着ぐるみキャラクターのゴーちゃん。が、スケートリンクを滑走する。
- 劇場版 仮面ライダーオーズ WONDERFUL 将軍と21のコアメダル（東映）

テレビモニター内に1カットだけ登場。
- クレヨンしんちゃん

2014年2月28日放送分「ゴーちゃん。が来たゾ」、2019年5月10日放送分「キティちゃんVSブリィちゃんだゾ」でそれぞれゲスト出演（詳細や経緯については後述）。
この他『モーニングバード!』『ワイド!スクランブル』『スーパーJチャンネル』『報道ステーション SUNDAY』『アメトーーク!』『ゆうゆう散歩 いいものさがし』『ミュージックステーション』などのスタジオセットにもゴーちゃん。のぬいぐるみとパペットが演出している。

## サンリオキャラクターとしての展開
キャラクターグッズはテレビ朝日の番組グッズを販売する「テレアサショップ」およびテレビ朝日子会社のロッピングライフが運営する通信販売サイト「Ropping」内「テレアサグッズONLINE」にて販売されている。2013年からはサンリオが企画した公式グッズが、テレアサショップに加え全国のサンリオショップでも発売される。なお、商品の発売元がサンリオとなっていない商品は、原則テレアサショップおよびテレアサグッズONLINEでの専売となる。
2011年7月16日、サンリオピューロランド（東京都多摩市）の着ぐるみショーで「ゴーちゃん。」が“デビュー”した。それ以降は不定期で着ぐるみショーに出演している。
2012年度のサンリオキャラクター大賞で初登場でトップ10入り（第9位にランクイン）する快挙を見せた（ちなみに、トップ10入りしたら東京スカイツリーへ抽選で無料ご招待というプレゼント企画つきで選挙違反ではないとのこと）。2013年度のサンリオキャラクター大賞にも参戦し、「トップ10入りした場合はテレビ朝日系アニメ『クレヨンしんちゃん』への出演」を公約とした。結果、2年連続でベスト10入り（前年と同様第9位）を果たし、2014年2月28日に「クレヨンしんちゃん」へゲスト出演した。
その後も2014年度のサンリオキャラクター大賞では前回を上回る6位入賞を果たし、公約としてサンリオ史上初となるサンリオピューロランドのスペシャルツアーを実施し、10組20名を招待している。ただし、いちご新聞に届いた票のみを集計した「サンリオキャラクター大賞 いちご新聞ランキング」では総合順位の健闘ぶりとは対照的に62位で、全100種中60位台の下位に甘んじていた。
なお、2015年度以降より「ゴーちゃん。」はサンリオキャラクター大賞に参戦していない。

## 特徴
- ハート型の鼻に、大きな瞳の愛らしい顔だが、パンダ離れした身体能力を持つ。
- 空手2段で、抜群の運動神経を持つ。ダンスも得意。
- 趣味はバンドで、仲間とロックを演奏する事もある。
- 好物はほうれん草、ココア。
- 身長・体重は共にテレビ5個分。
- 語尾に「ブイ」を付ける（「ブイ(=V)」はローマ数字で5(同局のリモコンキーID)を意味する）。
- シャイな一面もあるが、正義感が強く、明るく優しい性格。「クレヨンしんちゃん」でしんのすけ達と共演した際には、極端なネガティブ思考や承認欲求を顕にしており、彼らに疎まれていた（しんのすけ曰く『構ってちゃん』）。
- 友達の「ピヨコ」達にも、それぞれ細かい設定が存在する。オオカミをモチーフとしたキャラクター（正式名称は不明）も悪役として登場する。
- 「クレヨンしんちゃん」に出演した際には「テレ朝のマスコットとしてもっと有名になりたい」「ゴールデンタイムで冠番組をやりたい」と語っている。
- Twitter上で、自身のおしりが写った画像をたびたびツイートしているが、ファンに大好評であるため、ついには自身のファンの名称を「おしりちゃん」と名付けた[14]。

## アニメ

### ショートアニメ
誕生日を記念し、ショートアニメがテレ朝動画にて配信された。2013年7月24日からはテレ朝チャンネルで放送されている。

#### 各話リスト
テレ朝チャンネルでの放送順。
| # | サブタイトル       |
| - | ------------------ |
| 1 | 地球にやって来た篇 |
| 2 | お天気篇           |
| 3 | ぽよPOPダンス篇    |
| 4 | 友情パペット篇     |
| 5 | ゴー! ロック篇     |
| 6 | 友情ダンス篇       |

#1はテレビ朝日のオープニング、#3はクロージングで流れるのと同じ。ただし、コールサインの部分のみ差し替え。

### 劇場アニメ第1作
『ゴーちゃん。〜モコとちんじゅうの森の仲間たち〜』のタイトルで、2017年1月29日にプレミアム上映会にて先行公開された。

#### キャスト（第1作）
- モコちゃん - 茅野愛衣
- キンちゃん - 梶裕貴
- カモさん - 島﨑信長
- モッフン - こやつタイム
- タマリン長老 - 杉田智和
- チベさん - 本間智恵（テレビ朝日アナウンサー）
- おじいさん - 佐藤正治
- おばあさん - 谷育子
- 秘書 - かかずゆみ
- 王様 - 長克巳
- モコのお父さん - 坪井直樹（テレビ朝日アナウンサー）
- モコのお母さん - 萩野志保子（テレビ朝日アナウンサー）
- コンピューター - 松岡由貴
- アナウンサー - 久保田直子（テレビ朝日アナウンサー）

#### スタッフ（第1作）
- 原案・製作統括 - 早河洋
- 監督・絵コンテ - やすみ哲夫
- 脚本 - 真保裕一
- 演出 - 平井峰太郎
- キャラクターデザイン・作画監督 - 荒牧園美
- メカデザイン - 石原郁朗
- 美術監督 - 西田稔
- 色彩設定 - 瀬戸治子
- 撮影監督 - 坪内弘樹
- 録音監督 - 大熊昭
- 音楽 - 相良まさえ、樺山潤一郎
- エンディングテーマ - 植田真梨恵「虹はかかるから」
- プロデューサー - 横井勝、増子相二郎、藤沢晴信
- 制作 - シンエイ動画
- 企画協力 - サンリオ
- 製作・著作 - テレビ朝日

#### テレビ放送（第1作）
| 放送期間      | 放送時間           | 放送局            | 対象地域   | 備考   |
| ------------- | ------------------ | ----------------- | ---------- | ------ |
| 2017年3月5日  | 日曜 14:00 - 15:00 | テレ朝チャンネル1 | 日本全域   | CS放送 |
| 2017年5月4日  | 木曜 4:00 - 4:55   | テレビ朝日        | 関東広域圏 |        |
| 2017年5月14日 | 日曜 11:00 - 11:55 | BS朝日            | 日本全域   | BS放送 |

| 配信期間      | 配信時間           | 配信サイト                      |
| ------------- | ------------------ | ------------------------------- |
| 2017年3月18日 | 土曜 19:00 - 20:00 | AbemaTV「家族アニメチャンネル」 |

### 劇場アニメ第2作
『ゴーちゃん。〜モコと氷の上の約束〜』のタイトルで、2018年3月19日にプレミアム上映された。

#### キャスト（第2作）
- モコちゃん - 茅野愛衣
- キンちゃん - 梶裕貴
- カモさん - 島﨑信長
- モッフン - こやつタイム
- タマリン長老 - 杉田智和
- チベさん - 本間智恵（テレビ朝日アナウンサー）
- 勝沼くん - 関智一
- 武田先生 - かかずゆみ
- 荒水さん - 荒川静香（特別出演）
- 織田山くん - 織田信成（特別出演）
- おじいさん - 佐藤正治
- 中学生アナウンサー - コレサワ
- 高校生アナウンサー - 久保田直子（テレビ朝日アナウンサー）
- 王様 - 長克巳
- モコのお母さん - 萩野志保子（テレビ朝日アナウンサー）
- コンピューター - 松岡由貴

#### スタッフ（第2作）
- 原案・製作統括 - 早河洋
- 監督 - やすみ哲夫、平井峰太郎
- 脚本 - うえのきみこ
- 絵コンテ・演出 - 平井峰太郎
- キャラクターデザイン - 荒牧園美
- 作画監督 - 萩原祥子
- 美術監督 - 西田稔
- 撮影監督 - 牧野真人
- 録音監督 - 大熊昭
- エンディングテーマ - コレサワ「友達だからかな」
- プロデューサー - 横井勝、山田俊秀
- アニメーションプロデューサー - 増子相二郎、早船健一郎、三浦俊一郎
- アニメーション制作 - シンエイ動画、シナジーSP

#### テレビ放送（第2作）
| 放送期間      | 放送時間           | 放送局            | 対象地域   | 備考   |
| ------------- | ------------------ | ----------------- | ---------- | ------ |
| 2018年5月5日  | 土曜 10:30 - 11:30 | テレビ朝日        | 関東広域圏 |        |
| 2018年5月27日 | 日曜 11:00 - 12:00 | BS朝日            | 日本全域   | BS放送 |
| 2018年6月19日 | 火曜 19:30 - 20:30 | テレ朝チャンネル1 | 日本全域   | CS放送 |